# Villa Discordia
Villa Discordia es una película de Argentina en blanco y negro dirigida por Arturo S. Mom sobre guion de Nicolás Viola que se estrenó el 9 de marzo de 1938 y que tuvo como protagonistas a Guillermo Battaglia, Olinda Bozán, Paquito Busto, Rufino Córdoba y Gloria Ferrandiz.

## Sinopsis
Un romance interfamiliar en un pequeño pueblo donde dos familias son rivales entre sí.

## Reparto
Los intérpretes del filme fueron:
- Guillermo Battaglia
- Olinda Bozán
- Paquito Busto
- Rufino Córdoba
- Juana Tressols
- Gloria Ferrandiz
- Fausto Fornoni
- Delia Garcés
- Santiago Gómez Cou
- Juan Carlos Thorry
- Elena Zucotti
- Enrique Roldán

## Comentarios
El cronista de La Nación escribió: "El tradicional pleito de Verona, ventilado en infinitesimal escala en la literatura y en la subliteratura vuelve a ventilarse".Calki opinó que "Más o menos como en las cintas de El Gordo y El Flaco, podemos ir a reirnos con Olinda y Paquito, pero a la criolla" y para Manrupe y Portela es un "sainete de factura simple. Pero con gracia, y bastante bien filmado".